# HD 207130
HD 207130，又名BD+71 1082，SAO 10131、HR 8324，是一颗恒星，视星等为5.17，位于銀經109.65，銀緯14.5，其B1900.0坐标为赤經21h 41m 51.1s，赤緯+71° 14.5′ 42″。